# Mariano Matamoros

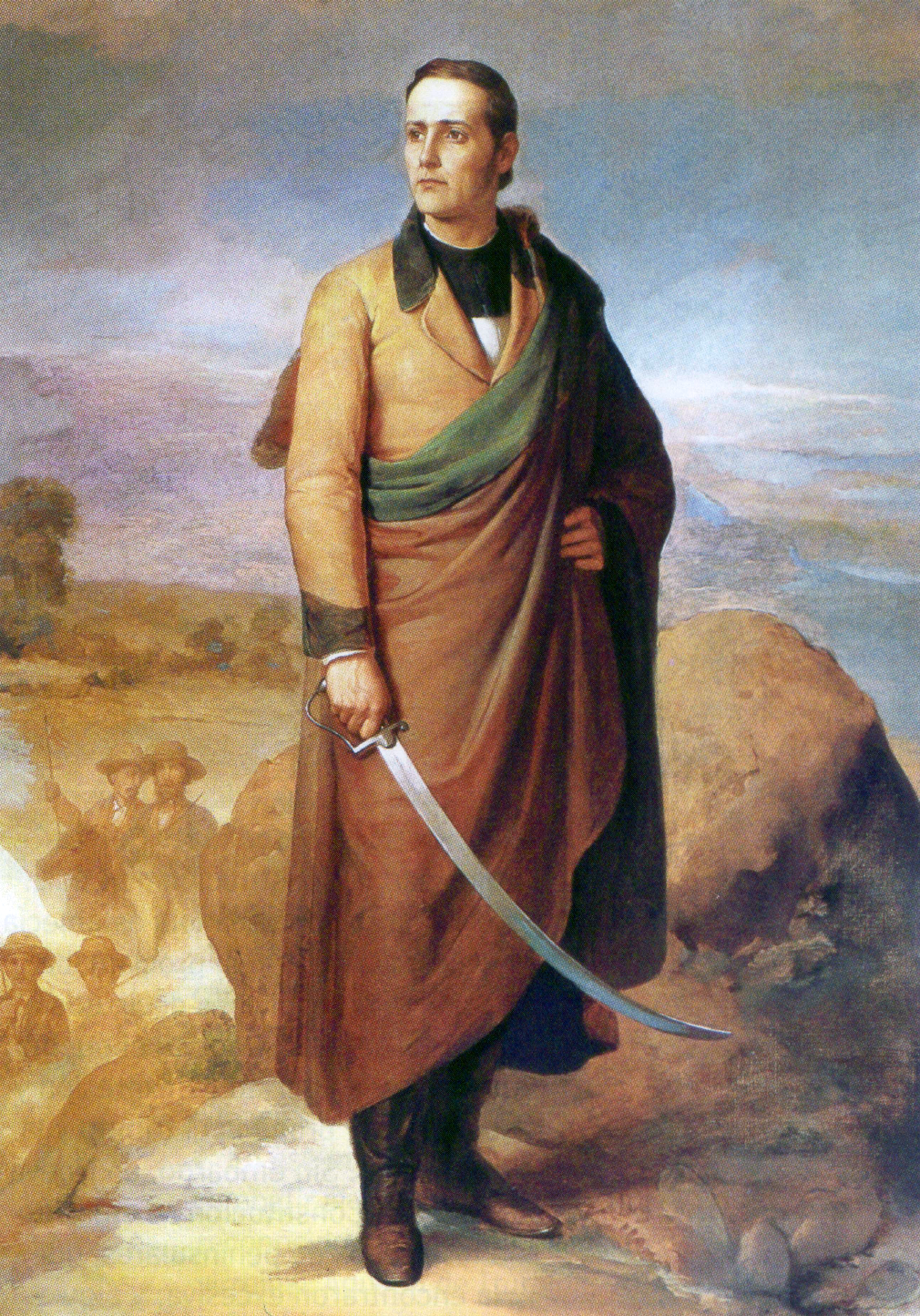
Mariano Matamoros

Mariano Matamoros (* 14. August 1770 in Mexiko-Stadt; † 3. Februar 1814 in Valladolid) war ein mexikanischer Priester und Revolutionär.

## Leben
Nach seiner Geburt in der mexikanischen Hauptstadt wuchs Mariano Matamoros in Ixtacuixtla (Tlaxcala) auf. 1789 absolvierte er seine Studien der Kunst und Theologie am Colegio de Santa Cruz de Tlatelolco in Tlatelolco, einem Viertel von Mexiko-Stadt. 1796 empfing er die Priesterweihe. Als Priester arbeitete er zunächst in Mexiko-Stadt, anschließend in Tepatitlán (Jalisco) und Pachuca (Hidalgo) sowie in der im heutigen Bundesstaat Querétaro gelegenen Mission Bucareli. Seine letzte Wirkungsstätte in seiner Eigenschaft als Priester war die im heutigen Bundesstaat Morelos gelegene Gemeinde Jantetelco, bevor Matamoros wegen seiner Sympathien für das Unabhängigkeitsstreben Mexikos kurz vor Ausbruch des Unabhängigkeitskrieges von den spanischen Behörden inhaftiert wurde.
1811 gelang ihm der Ausbruch aus dem Gefängnis und noch im selben Jahr schloss er sich den Aufständischen unter José María Morelos an, der ihn schon bald zum Oberst beförderte und mit der Bildung eigener Truppen beauftragte.
Im Januar 1814 wurde der inzwischen zum Generalleutnant beförderte Matamoros gefangen genommen und seines Priesteramtes enthoben. Am 3. Februar 1814 wurde er in Valladolid (heute Morelia) hingerichtet.

## Ehrungen
Nach dem erfolgreichen Ende des Unabhängigkeitskrieges 1821 wurde Matamoros am 16. September 1823 als Würdenträger des Vaterlandes (Benemérito de la Patria) ausgezeichnet. Nach Fertigstellung des Unabhängigkeitsdenkmals wurden seine sterblichen Überreste 1925 in das unter dem Denkmal befindliche Mausoleum überführt.
Zu Ehren von Mariano Matamoros wurden die am Rio Grande gelegene Stadt Heroica Matamoros, die im Bundesstaat Puebla gelegene Stadt Izúcar de Matamoros, das Estadio Mariano Matamoros in Xochitepec (Morelos) und der Flughafen General Mariano Matamoros in Cuernavaca (Hauptstadt von Morelos) benannt.